# Faktura uproszczona
Faktura uproszczona – dokument sprzedaży, którego należność wynosi maksymalnie 450 zł lub 100 euro, który zawiera dane umożliwiające określenie kwoty podatku dla poszczególnych stawek. Faktura ta jest specyficznym rodzajem dokumentu, ponieważ nie zawiera wszystkich informacji wymaganych przy wystawianiu standardowych faktur.

## Podmioty uprawnione do wystawiania faktury uproszczonej
Zgodnie z przepisami prawa (art. 106e ust. 5 pkt 3 i ust. 6 ustawy o VAT) fakturę uproszczoną może wystawić każdy podatnik VAT, zarówno czynny, jak i zwolniony. Nie ma znaczenia, czy dokonał rejestracji podatkowej. Podatnik sam decyduje o rodzaju wystawionej faktury (może być pełna lub uproszczona). Nie istnieje obowiązek wystawiania faktury uproszczonej lub pełnej. Oznacza to, że nawet drobna sprzedaż może być udokumentowana pełną fakturą.

## Dane na fakturze uproszczonej

### Dane obowiązkowe
- data wystawienia;
- kolejny numer, nadany w ramach jednej lub więcej serii, który w sposób jednoznaczny identyfikuje fakturę;
- numer, za pomocą którego podatnik jest zidentyfikowany dla podatku;
- numer, za pomocą którego nabywca towarów lub usług jest zidentyfikowany dla podatku lub podatku od wartości dodanej, pod którym otrzymał on towary lub usługi;
- data dokonania lub zakończenia dostawy towarów lub wykonania usługi, o ile taka data jest określona i różni się od daty wystawienia faktury;
- nazwa (rodzaj) towaru lub usługi;
- kwoty wszelkich opustów lub obniżek cen, w tym w formie rabatu z tytułu wcześniejszej zapłaty, o ile nie zostały one uwzględnione w cenie jednostkowej netto;
- kwota należności ogółem.

### Dane opcjonalne
- imię i nazwisko lub nazwa nabywcy towarów lub usług oraz jego adres;
- miary i ilości dostarczonych towarów lub zakresu wykonywanych usług;
- cena jednostkowa towaru lub usługi bez kwoty podatku (cena jednostkowa netto);
- wartości dostarczonych towarów lub wykonanych usług, objętych transakcją, bez kwoty podatku (wartości sprzedaży netto);
- stawki podatku;
- sumy wartości sprzedaży netto, z podziałem na sprzedaż objętą poszczególnymi stawkami podatku i sprzedaż zwolniona z podatku;
- kwoty podatku od sumy wartości sprzedaży netto, z podziałem na kwoty dotyczące poszczególnych stawek podatku – pod warunkiem jednak, że będą na niej zawarte dane, które pozwalają na określenie kwoty podatku dla poszczególnych stawek.

## Nie można wystawić faktury uproszczonej
Występują również sytuacje, w których nie można wystawiać faktury uproszczonej. Mianowicie przy:
- wewnątrzwspólnotowej dostawy towarów (WDT),
- sprzedaży dla osób fizycznych nieprowadzących działalności gospodarczej,
- sprzedaży wysyłkowej z terytorium kraju,
- sprzedaży wysyłkowej na terytorium kraju,
- sprzedaży, dla której na fakturze nie jest podawany numer, za pomocą którego nabywca towarów lub usług jest zidentyfikowany na potrzeby podatku lub podatku od wartości dodanej (numer NIP krajowy lub unijny), pod którym otrzymał on towary lub usługi,
- dostawy towarów i świadczenia usług, których miejscem świadczenia jest terytorium państwa członkowskiego inne niż terytorium kraju (innych niż Polska), a osoba zobowiązana do zapłaty podatku od wartości dodanej jest nabywca lub usługobiorca i faktura dokumentująca te czynności nie jest wystawiana przez tego nabywcę lub usługobiorcę w imieniu i na rzecz podatnika, sprzedaży wysyłkowej z terytorium kraju i sprzedaży wysyłkowej na terytorium kraju.

## Paragon a faktura uproszczona
Paragon może być również uznany za fakturę uproszczoną, ponieważ zawiera on takie dane, jak: dane sprzedawcy, przedmiot transakcji, informacje o VAT. Jednakże należy jeszcze umieścić tutaj NIP nabywcy.
Na podstawie faktury można dokonać odliczenia VAT – oznacza to, że gdy paragon zostanie uznany za fakturę uproszczoną i będzie można na jego podstawie dokonać odliczenia podatku naliczonego (jeżeli oczywiście dotyczy zakupów, które dają prawo do takiego odliczenia). Dany paragon będzie podstawą ujęcia w księgach rachunkowych operacji gospodarczej zakupu towarów lub usług oraz kwoty VAT naliczonego.